# Liste der Briefmarkenerstausgaben
Die Liste der Briefmarkenerstausgeben gibt einen Überblick über die jeweils ersten amtlichen Briefmarken eines Postgebietes. Postgebiete sind in der Regel deckungsgleich mit Staaten oder abhängigen Gebieten mit eigenem Postdienst, in Einzelfällen werden Briefmarken aber auch von Internationalen Organisationen (z. B. UNO) oder privaten Postdiensten im staatlichen Auftrag (z. B. Thurn und Taxis) herausgegeben. Keine Berücksichtigung finden spezielle Briefmarkenausgaben für besetzte Territorien eines anderen Staates, Ausgaben für Postanstalten im Ausland und durch Briefmarkenmangel bedingte Not- oder Lokalausgaben, die in Katalogen oft als Sammelgebiete mit eigener Nummerierung im Anhang zu den regulären Ausgaben eines Landes gelistet sind.
Bei den Namen der Postgebiete wird der in der philatelistischen Literatur übliche Name verwendet, der in einigen Fällen von der amtlichen deutschen Schreibweise abweicht. Die Einteilung in Postgebiete erfolgt anhand der in Deutschland verbreiteten Briefmarken-Kataloge, besonders dem Michel-Katalog. Darin sind auch Ausgaben von Staaten als Postgebiet zusammengefasst, die keine staatliche Kontinuität aufweisen und bei denen der heutige Staat sich nicht als Nachfolgestaat des früheren Staates sieht, zum Beispiel der Slowakische Staat und die Slowakei.

## Europa
| Postgebiet                       | Ausgabedatum  | Motiv und Bemerkungen | Bild                                                                 |
| -------------------------------- | ------------- | --- | -------------------------------------------------------------------- |
| Großbritannien                   | 6. Mai 1840   | One Penny Black | One Penny Black                                                      |
| Zürich                           | 1. März 1843  | Zürich 4 und Zürich 6 | Zürich 4 und 6 Rappen                                                |
| Genf                             | 30. Sep. 1843 | Doppelgenf | Doppelgenf                                                           |
| Basel                            | 1. Juli 1845  | Basler Taube | Basler Taube                                                         |
| Frankreich                       | 1. Jan. 1849  | Kopf der Ceres, siehe un franc vermillon | un Franc vermillon                                                   |
| Belgien                          | 1. Juli 1849  | Porträt von König Leopold I. | 10 Centimes von 1849                                                 |
| Schweiz                          | 15. Okt. 1849 | 4 Centimes „Waadt“ | Waadt 4 centimes                                                     |
| Bayern                           | 1. Nov. 1849  | Schwarzer Einser | Schwarzer Einser                                                     |
| Spanien                          | 1. Jan. 1850  | Porträt von Königin Isabella II. | Spanien Nr. 1                                                        |
| Österreich                       | 1. Juni 1850  | Wappenschild; gültig auch in Ungarn | Höchstwert zu 9 Kreuzer                                              |
| Lombardei und Venetien           | 1. Juni 1850  | Wappenschild; zum Kaisertum Österreich gehörend, aber mit eigener Centesimi Währung | 5 Centesimi                                                          |
| Sachsen                          | 1. Juli 1850  | Ziffer im Quadrat "Sachsendreier" | Sachsendreier                                                        |
| Preußen                          | 15. Nov. 1850 | König Friedrich Wilhelm IV. im Porträt | Preußen Nr. 1                                                        |
| Schleswig-Holstein und Lauenburg | 15. Nov. 1850 | Adler mit Wappen | Schleswig-Holstein, 2 Schilling von 1850                             |
| Hannover                         | 30. Nov. 1850 | Wertziffer auf Schild unter Wappen | Hannover Nr. 1                                                       |
| Sardinien                        | 1. Jan. 1851  | Porträt von König Viktor Emanuel II. | Sardinien Nr. 1                                                      |
| Dänemark                         | 1. Apr. 1851  | Krone | Dänemark Nr. 1                                                       |
| Toskana                          | 1. Apr. 1851  | Löwe mit Wappenschild | Toskana Nr. 6                                                        |
| Baden                            | 1. Mai 1851   | Ziffernzeichnung im Quadrat | Baden Nr. 1                                                          |
| Württemberg                      | 15. Okt. 1851 | Ziffer in Raute | Württemberg Nr. 2                                                    |
| Braunschweig                     | 1. Jan. 1852  | Wappen von Braunschweig im Oval | Braunschweig Nr. 1                                                   |
| Kirchenstaat                     | 1. Jan. 1852  | Päpstliches Wappen in verschiedenen Rahmen | Kirchenstaat Nr. 1                                                   |
| Niederlande                      | 1. Jan. 1852  | Porträt von König Wilhelm III. | Niederlande Nr. 1                                                    |
| Thurn und Taxis                  | 1. Jan. 1852  | Ziffer im Quadrat oder Kreis | Thurn und Taxis Nr. 1                                                |
| Oldenburg                        | 5. Jan. 1852  | Wappen mit Krone über Wertschild | Oldenburg Nr. 2                                                      |
| Modena                           | 1. Juni 1852  | Adler mit Krone im Kranz | Modena Nr. 1                                                         |
| Parma                            | 1. Juni 1852  | Bourbonisches Wappen (Fleur-de-Lis) | Parma Nr. 1                                                          |
| Luxemburg                        | 5. Sep. 1852  | Porträt von König Wilhelm III. | Luxemburg Nr. 1 und 2 (Reproduktion)                                 |
| Portugal                         | 1. Juli 1853  | Porträt von Königin Maria II. | Portugal Nr. 1                                                       |
| Norwegen                         | 1. Jan. 1855  | Landeswappen | Norwegen Nr. 1                                                       |
| Bremen                           | 10. Apr. 1855 | Wappen von Bremen unter Krone | Bremen Nr. 1                                                         |
| Schweden                         | 1. Juli 1855  | Reichswappen | Schweden Nr. 1                                                       |
| Finnland                         | 3. März 1856  | Landeswappen; Großherzogtum im Russischen Reich | Finnland Nr. 1                                                       |
| Mecklenburg-Schwerin             | 1. Juli 1856  | Gekrönter Stierkopf | Mecklenburg-Schwerin Nr. 2                                           |
| Russland                         | 23. Dez. 1857 | Russisches Kaiserwappen | Russland Nr. 1                                                       |
| Neapel                           | 1. Jan. 1858  | Dreiteiliges Wappen (Trinacria) in verschiedenen Rahmen | Neapel Nr. 1                                                         |
| Rumänien                         | 27. Juli 1858 | „Ochsenköpfe“, Ausgabe für das Fürstentum Moldau | Ochsenkopf 27 Parale                                                 |
| Hamburg                          | 1. Jan. 1859  | Wertangabe auf Wappen von Hamburg |                                                                      |
| Lübeck                           | 1. Jan. 1859  | Wappen von Lübeck | Lübeck Nr. 2                                                         |
| Sizilien                         | 1. Jan. 1859  | Porträt von König Ferdinand II. | Sizilien Nr. 1                                                       |
| Ionische Inseln                  | 15. Mai 1859  | Porträt von Königin Victoria im Hosenbandorden; britisches Protektorat | Ionische Inseln Nr. 1                                                |
| Romagna                          | 1. Sep. 1859  | Ziffernzeichnung | Romagna Nr. 1                                                        |
| Polen                            | 1. Jan. 1860  | russisches Wappen; Königreich innerhalb Russlands | Polen Nr. 1                                                          |
| Malta                            | 1. Dez. 1860  | Porträt von Königin Victoria | Malta Nr. 1                                                          |
| Italien                          | 14. Feb. 1861 | Porträt von König Viktor Emanuel II. | Italien Nr. 1                                                        |
| Griechenland                     | 1. Jan. 1861  | Hermeskopf | Griechenland Nr. 1                                                   |
| Bergedorf                        | 1. Nov. 1861  | Halbes Wappen von Lübeck und Hamburg | Bergedorf Nr. 1                                                      |
| Osmanisches Reich                | 1. Jan. 1863  | Tughra des Sultans | Türkey Nr. 1                                                         |
| Mecklenburg-Strelitz             | 1. Okt. 1864  | Stierkopf im gekrönten Wappen | Mecklenburg-Strelitz Nr. 1                                           |
| Serbien                          | 14. Juli 1866 | Porträt von Fürst Michael III. Obrenowitsch | Serbien Nr. 1                                                        |
| Helgoland                        | 21. März 1867 | Königin Victoria im Porträt als farbloser Prägedruck | ½ Schilling, Helgoland 1867                                          |
| Norddeutscher Postbezirk         | 1. Jan. 1868  | Ziffer im Kreis; gemeinsame Postverwaltung von Braunschweig, Bremen, Hamburg, Lübeck, Mecklenburg-Schwerin, Mecklenburg-Strelitz, Oldenburg, Preußen (mit Hannover), Schleswig-Holstein sowie der vormals von Thurn und Taxis betreuten Kleinstaaten                      | NPD Nr. 10, Kreuzerwährung für den südlichen Bezirk                  |
| Ungarn                           | 1. Mai 1871   | Porträt von Kaiser Franz Joseph I. | Ungarn Nr. 1                                                         |
| Deutsches Reich                  | 1. Nov. 1871  | Adler mit Brustschild | Deutsches Reich Nr. 1, Groschenwährung für den nördlichen Landesteil |
| Island                           | 1. Jan. 1873  | Ziffernzeichnung wie Dänemark | Island Nr. 1                                                         |
| Montenegro                       | 1. Mai 1874   | Porträt von Fürst Nikolaus I. | Montenegro Nr. 1                                                     |
| San Marino                       | 1. Aug. 1877  | Ziffernzeichnung, Wappen | San Marino Nr. 1                                                     |
| Bulgarien                        | 13. März 1879 | Wappenlöwe im Eirund | Bulgarien Nr. 1                                                      |
| Bosnien und Herzegowina          | 1. Juli 1879  | Doppeladler mit Wappen; österreichisch-ungarische Militärpost | Bosnien-Herzegowina Nr. 1 I                                          |
| Zypern                           | 4. Apr. 1880  | Marken Großbritanniens mit Aufdruck CYPRUS | Zypern 1880                                                          |
| Ostrumelien                      | 1880          | türkische Freimarken mit Aufdruck RO; autonomes türkisches Territorium |                                                                      |
| Monaco                           | 1. Juli 1885  | Porträt von Fürst Charles III. | Monako Nr. 3                                                         |
| Gibraltar                        | 1. Jan. 1886  | Marken von Bermuda mit Aufdruck GIBRALTAR | Gibraltar Nr. 1                                                      |
| Kreta                            | 1. März 1900  | Satz mit Abbildungen antiker Münzen | Höchstwert zu 5 Drachmen                                             |
| Liechtenstein                    | 1. Feb. 1912  | Bildnis von Fürst Johann II.; österreichische Postverwaltung | Liechtenstein Nr. 1                                                  |
| Ägäische Inseln                  | 21. Mai 1912  | Kopf des Apollo im Strahlenkranz | 1-Lepton-Marke                                                       |
| Ikarien                          | 21. Okt. 1912 | Kopf der Penelope zwischen dorischen Säulen | Ikaria Nr. 4                                                         |
| Albanien                         | 5. Mai 1913   | Dienststempel des Postministeriums mit Wappen | Albanien Nr. 1                                                       |
| Thrakien                         | 7. Aug. 1913  | türkische Marken mit griechischem Aufdruck; griechische Besetzung von Gümülcine | Gümüldschina Nr. 2                                                   |
| Epirus                           | 5. März 1914  | epirotischer Rebell im Anschlag | Epirus 1 Drachme 1914                                                |
| Tanger                           | 27. Nov. 1914 | Marken von Spanisch-Marokko mit Aufdruck; außerdem führten im April 1918 das französische Postamt und ab 1. Mai 1927 das britische Postamt eigene Marken für Tanger ein                                                                                                   |                                                                      |
| Ukraine                          | Juli 1918     | Staatswappen und andere nationale Symbole | Ukraine Nr. 1                                                        |
| Tschechoslowakei                 | 30. Okt. 1918 | Hradschin, Prag | Tschechoslowakei Nr. 3                                               |
| Jugoslawien                      | 11. Nov. 1918 | Aufdruckmarken auf alten Ausgaben Bosnien-Herzegowinas | Jugoslawien Nr. 11                                                   |
| Westukraine                      | 20. Nov. 1918 | Aufdruckprovisorien auf österreichischen Urmarken | Lemberger Ausgabe 1918                                               |
| Estland                          | 24. Nov. 1918 | Inschrift in Blumenrahmen | Estland Nr. 1                                                        |
| Fiume                            | 1. Dez. 1918  | Aufdruckprovisorium auf ungarischen Urmarken | Michel Nr. 1                                                         |
| Lettland                         | 18. Dez. 1918 | Ähren im Sonnenkreis | Lettland Nr. 1                                                       |
| Litauen                          | 27. Dez. 1918 | Schrift im Ringrahmen | Litauen Nr. 1                                                        |
| Georgien                         | 26. Mai 1919  | St. Georg zu Pferde und Zarin Tamara | Georgien Nr. 7                                                       |
| Armenien                         | 1919          | Aufdruckprovisorien auf russischen Urmarken | Armenien Nr. 1                                                       |
| Aserbaidschan                    | 1919          | landestypische Szenen | Aserbaidschan Nr. 5                                                  |
| Batum                            | 4. Apr. 1919  | Baumgruppe | Batum Nr. 4                                                          |
| Saargebiet                       | 30. Jan. 1920 | Marken der deutschen Reichspost mit Aufdruck | Saargebiet Nr. 1                                                     |
| Nordingermanland                 | 21. März 1920 | Landeswappen | Nordingermanland Nr. 1                                               |
| Danzig                           | 14. Juni 1920 | Marken der deutschen Reichspost mit Aufdruck | Danzig Nr. 2                                                         |
| Mittellitauen                    | 20. Okt. 1920 | Wappenschild | Mittellitauen Nr. 1A                                                 |
| Memelgebiet                      | 1. Aug. 1920  | deutsche Reichspostmarken mit Aufdruck | Memelgebiet Nr. 1                                                    |
| Westungarn                       | 2. Sep. 1921  | Ungarische Marken mit Aufdruck | Westungarn Nr. 2                                                     |
| Karelien                         | 31. Jan. 1922 | Wappenschild | Karelien Nr. 10                                                      |
| Irland                           | 17. Feb. 1922 | britische Freimarken mit dem Porträt von König Georg V. und irisch-sprachigem Aufdruck | Höchstwert zu 10 Shilling                                            |
| Transkaukasien                   | 15. Apr. 1923 | Marken von Russland mit Aufdruck eines Sowjetsterns | Transkaukasien Nr. 2                                                 |
| Berg-Republik                    | 1921          | Russische Marken mit Aufdruck eines Sowjetsterns im Kreis |                                                                      |
| Andorra                          | 28. März 1928 | Andorra hat keine eigene Post, der Inlandspostverkehr ist portofrei. Die spanische Post gab zuerst spanische Marken mit Aufdruck ANDORRA für Auslandspost aus. Ab 16. Juni 1931 existiert auch ein französisches Postamt mit Marken in französischer Währung für Andorra. |                                                                      |
| Vatikanstaat                     | 1. Aug. 1929  | päpstliches Wappen und Porträt von Papst Pius XI. | Vayikanstadt Nr. 1                                                   |
| Grönland                         | 1. Dez. 1938  | Porträt von König Christian X., Eisbär; Grönland hatte schon ab 1905 Paketmarken für den Paketverkehr, die vom Königlich Grönländischen Handelskontor ausgegeben wurden. Bis 1938 war Inlandspost portofrei.                                                              |                                                                      |
| Slowakei                         | 18. Jan. 1939 | tschechoslowakische Marke mit Aufdruck |                                                                      |
| Karpatenukraine                  | 15. März 1938 | alte Holzkirche in Jassinja |                                                                      |
| Kroatien                         | 12. Apr. 1941 | jugoslawische Marken mit Aufdruck | Kroatien Nr. 1                                                       |
| Campione                         | 20. Mai 1944  | Ortswappen; italienische Exklave mit zeitweilig eigenem Postdienst |                                                                      |
| Triest Zone A                    | 1. Okt. 1947  | italienische Marken mit Aufdruck |                                                                      |
| Triest Zone B                    | 1. Mai 1948   | symbolische Darstellung zum „Tag der Arbeit“ | Triest Zone B, Nr. 1                                                 |
| West-Berlin                      | 1. Sep. 1948  | Marken der II. Kontrollratsausgabe mit schwarzem Aufdruck BERLIN | Berlin Nr. 10                                                        |
| Bundesrepublik Deutschland       | 7. Sep. 1949  | symbolische Darstellung „Richtfest“ |                                                                      |
| DDR                              | 9. Okt. 1949  | Taube mit Brief und Weltkugel | DDR Nr. 242                                                          |
| Guernsey                         | 18. Aug. 1958 | Porträt von Königin Elisabeth II.; Regionalausgabe der britischen Post |                                                                      |
| Jersey                           | 18. Aug. 1958 | Porträt von Königin Elisabeth II.; Regionalausgabe der britischen Post |                                                                      |
| Isle of Man                      | 18. Aug. 1958 | Porträt von Königin Elisabeth II.; Regionalausgabe der britischen Post |                                                                      |
| Vereinte Nationen Genf           | 4. Okt. 1969  | nur gültig für Post, die im Palais des Nations aufgegeben wird |                                                                      |
| Türkische Republik Nordzypern    | 27. Juli 1974 | Gedenkausgabe 50 Jahre Republik Türkei |                                                                      |
| Färöer-Inseln                    | 30. Jan. 1975 | Karte der Inselgruppe und andere landestypische Motive. Die erste Marke war ein Überdruckprovisorium vom 12. Januar 1919, hervorgerufen durch einen lokalen Markenmangel. Erst seit 1975 eigenständiges Postgebiet.                                                       | Färöer Nr. 1                                                         |
| Vereinte Nationen Wien           | 24. Aug. 1979 | nur gültig für Post, die im Vienna International Centre aufgegeben wird |                                                                      |
| Alderney                         | 14. Juli 1983 | Landestypische Szenen und Karten |                                                                      |
| Åland-Inseln                     | 1. März 1984  | Flagge, Schiffsmotiv und Siegel | Åland-Flagge                                                         |
| Moldawien                        | 23. Juni 1991 | Staatswappen und -flagge | Moldawien Nr. 1                                                      |
| Slowenien                        | 26. Juni 1991 | Staatswappen |                                                                      |
| Mazedonien                       | 30. Dez. 1991 | Musikanten |                                                                      |
| Belarus                          | 20. März 1992 | Kreuz | Belarus Nr. 1                                                        |
| Tschechische Republik            | 20. Jan. 1993 | Kleines Staatswappen |                                                                      |
| Kosovo                           | 15. März 2000 | Archäologische Funde und Motto „Frieden“ |                                                                      |
| Mönchsrepublik Athos             | 16. Mai 2008  | religiöse Motive (es gab bereits zwischen 1880 und 1916 lokale Aufdruckmarken der türkischen, kaiserlich russischen und griechischen Post für Athos) |                                                                      |

## Afrika
| Postgebiet                                | Ausgabedatum  | Motiv und Bemerkungen | Bild                                         |
| ----------------------------------------- | ------------- | --- | -------------------------------------------- |
| Ägypten                                   | 1. Jan. 1866  | Arabeskenzeichnung | Ägypten Nr. 1                                |
| Äquatorialguinea                          | 12. Okt. 1968 | Handschlag über Olivenzweig |                                              |
| Äthiopien                                 | 1894          | Kaiser Menelik II. und Löwe von Juda mit Fahne. Privatpost des Ministers Ilg, Staatspost ab 1908. 1936 bis 1938 Ausgaben der italienischen Kolonialverwaltung unter dem Namen Italienisch-Äthiopien.                                                                                     | Äthiopien Nr. 5                              |
| Algerien                                  | 1924          | Französische Marken mit Aufdruck ALGÉRIE |                                              |
| Angola                                    | 1. Juli 1870  | Krone im Zierrahmen | Angola Nr. 1                                 |
| Angra                                     | 1. Juni 1892  | König Carlos I. |                                              |
| Anjouan                                   | Nov. 1892     | Allegorische Figuren | Anjouan Nr. 1                                |
| Ascension                                 | 2. Nov. 1922  | Marken von St. Helena mit Aufdruck | Ascension Nr. 1                              |
| Azoren                                    | 1. Jan. 1868  | Marken Portugals mit Aufdruck |                                              |
| Basutoland                                | 1. Dez. 1933  | Berglandschaft mit Krokodil und König Georg V. im Medaillon; seit 1966 als Lesotho unabhängig | Marke zu 3 d aus der Ausgabe von 1933        |
| Kongo-Freistaat                           | 1. Jan. 1886  | König Leopold II.; erste Ausgaben unter der Regierung des formell unabhängigen Kongo-Staates, ab 1908 Belgisch-Kongo, 1960 als Kongo (Kinshasa) unabhängig, 1971–1997 Zaire, seitdem Demokratische Republik Kongo                                                                        |                                              |
| Benin                                     | Sep. 1892     | Ausgaben der französischen Kolonien mit Aufdruck BENIN; von 1899 bis 1975 Dahomey |                                              |
| Betschuanaland                            | Feb. 1886     | Marken vom Kap der Guten Hoffnung mit Aufdruck; Betschuanaland war der Name einer britischen Kolonie, die heute Teil Südafrikas ist und eines Protektorates das als Botswana unabhängig wurde. Zeitweilig existierte eine gemeinsame Postverwaltung für die Kolonie und das Protektorat. |                                              |
| Biafra                                    | 5. Feb. 1968  | Karte, Flagge und Wappen, Mutter und Kind |                                              |
| Britisches Territorium im Indischen Ozean | 17. Jan. 1968 | Marken der Seychellen mit Aufdruck B.I.O.T. |                                              |
| Britische Südafrika-Gesellschaft          | 1890          | Kolonialgesellschaft, die das spätere Nord- und Südrhodesien verwaltete |                                              |
| Britisch-Ostafrika                        | 1890          | Marken Großbritanniens mit Aufdruck |                                              |
| Britisch-Ostafrika und Uganda             | 27. März 1903 | König Edward VII. |                                              |
| Britisch-Somaliland                       | 1903          | Marken von Britisch-Indien mit Aufdruck |                                              |
| Burundi                                   | 1. Juli 1962  | Marken Belgisch-Kongos mit Aufdruck |                                              |
| Deutsch-Ostafrika                         | 1. Juli 1893  | Marken der deutschen Reichspost mit Aufdruck |                                              |
| Diego Suarez                              | 1890          | Marken der französischen Kolonien mit Aufdruck |                                              |
| Elfenbeinküste                            | Nov. 1892     | Allegorische Figuren |                                              |
| Elobey, Annobon & Corisco                 | Juni 1903     | König Alfons XIII. |                                              |
| Fernando Poo                              | Sep. 1868     | Königin Isabella II. |                                              |
| Fezzan                                    | 16. Mai 1943  | Marken von Italien mit Aufdruck |                                              |
| Französisch-Äquatorialafrika              | 16. März 1936 | Marken von Gabun mit Aufdruck; Verwaltungseinheit aus den Kolonien Gabun, Mittelkongo, Ubangi-Schari und Tschad |                                              |
| Französische Somaliküste                  | Dez. 1893     | Marken von Obock mit Aufdruck; ab 1967 Afar- und Issa-Territorium, 1977 unter dem Namen Dschibuti unabhängig |                                              |
| Französisch-Guinea                        | Nov. 1892     | Allegorische Figuren; seit 1958 Guinea |                                              |
| Französisch-Nigergebiet                   | Dez. 1921     | Marken von Obersenegal-Niger mit Aufdruck; seit 1960 Niger |                                              |
| Französisch-Sudan                         | 12. Apr. 1894 | Marken der französischen Kolonien mit Aufdruck, ab 1903 umbenannt in Senegambia und Niger 1906–1920 umbenannt in Obersenegal und Niger, danach wieder der alte Name in Verwendung |                                              |
| Französisch-Westafrika                    | Dez. 1944     | Marianne |                                              |
| Funchal                                   | 1. Juni 1892  | König Carlos I. |                                              |
| Gabun                                     | 1. Aug. 1886  | Marken der französischen Kolonien mit Aufdruck |                                              |
| Gambia                                    | Dez. 1869     | Königin Victoria in farblosem Prägedruck (sogenannte „Elfenbeinköpfe“) |                                              |
| Ghadames                                  | 12. Apr. 1949 | Kreuz von Agadem |                                              |
| Goldküste                                 | 1. Juli 1875  | Königin Victoria; seit 1957 Ghana |                                              |
| Griqualand West                           | Sep. 1874     | Marken vom Kap der Guten Hoffnung mit handschriftlicher Wertangabe |                                              |
| Horta                                     | 1892          | König Carlos I. |                                              |
| Ifni                                      | Aug. 1937     | Spanische Marken mit Aufdruck |                                              |
| Inhambane                                 | 1. Juli 1895  | Marken von Mosambik mit Aufdruck |                                              |
| Italienisch-Djubaland                     | 29. Juni 1925 | Marken Italiens mit Aufdruck |                                              |
| Italienische Kolonien                     | 11. Juli 1932 | Marken Italiens mit Aufdruck; Gemeinschaftsausgabe für die italienischen Kolonien in Afrika |                                              |
| Italienisch-Cyrenaika                     | 24. Okt. 1923 | Marken Italiens mit Aufdruck; 1950–1951 Ausgaben unter dem Landesnamen Cyrenaika, danach zu Libyen |                                              |
| Italienisch-Eritrea                       | 1. Jan. 1893  | Marken Italiens mit Aufdruck; nach dem Zweiten Weltkrieg zu Äthiopien, seit 1993 unabhängig als Eritrea |                                              |
| Italienisch-Libyen                        | Dez. 1912     | Marken Italiens mit Aufdruck; heute Libyen |                                              |
| Italienisch-Ostafrika                     | 7. Feb. 1938  | König Victor Emanuel III. und verschiedene symbolische Darstellungen; gemeinsames Postgebiet von Italienisch-Äthiopien, -Somaliland und -Eritrea |                                              |
| Italienisch-Somaliland                    | 1. Nov. 1903  | Elefantenkopf und Löwenkopf (Ausgaben der Benadir-Gesellschaft) |                                              |
| Italienisch-Tripolitanien                 | Dez. 1909     | Marken Italiens mit Aufdruck |                                              |
| Kamerun                                   | 14. Apr. 1897 | Marken der deutschen Reichspost mit Aufdruck |                                              |
| Kap der Guten Hoffnung                    | 1. Sep. 1853  | Allegorische Figur der guten Hoffnung, sogenannte „Kapdreiecke“ |                                              |
| Kap Juby                                  | 1916          | Marken von Rio de Oro mit Aufdruck |                                              |
| Kap Verde                                 | 1. Jan. 1877  | Krone im Zierrahmen |                                              |
| Katanga                                   | 12. Sep. 1960 | Marken von Belgisch-Kongo mit Aufdruck |                                              |
| Kenia                                     | 12. Dez. 1963 | Landestypische Szenen |                                              |
| Kionga                                    | 29. Mai 1916  | Marken von Lourenço Marques mit Aufdruck | Aufdruckmarke zu 2,5 Centavos für Kionga     |
| Komoren                                   | 1897          | Allegorische Figuren |                                              |
| La Agüera                                 | Juni 1921     | Marken von Rio de Oro mit Aufdruck |                                              |
| Lagos                                     | 10. Juni 1874 | Königin Victoria |                                              |
| Liberia                                   | 1860          | Allegorie der Liberia | Marke zu sechs Cent aus der Ausgabe von 1864 |
| Libyen                                    | 14. Dez. 1951 | Marken der Cyrenaika mit Aufdruck |                                              |
| Lourenço Marques                          | 28. Mai 1895  | König Carlos I. |                                              |
| Madagaskar                                | März 1889     | Marken der französischen Kolonien mit Aufdruck |                                              |
| Madeira                                   | 1. Jan. 1868  | Marken von Portugal mit Aufdruck MADEIRA |                                              |
| Mali                                      | 7. Nov. 1959  | Eingeborener mit Flagge und Fackel; Föderation von Französisch-Sudan und Senegal |                                              |
| Marokko                                   | 1. Aug. 1914  | Französische Marken mit Aufdruck; bereits am 27. Mai 1912 gab das noch unabhängige Sultanat Marokko Briefmarken aus. |                                              |
| Mauretanien                               | 1906          | General Louis Faidherbe, Ölpalme, Dr. Eugène Ballay (Arzt und Gouverneur) |                                              |
| Mauritius                                 | 21. Sep. 1847 | Rote und Blaue Mauritius | Rote Mauritius                               |
| Mayotte                                   | Nov. 1892     | Allegorische Figuren |                                              |
| Mittelkongo                               | 1907          | ab 1910 Französisch-Kongo, seit 1960 unabhängig als Republik Kongo |                                              |
| Mosambik                                  | Juli 1876     | Krone im Zierrahmen |                                              |
| Mosambik-Gesellschaft                     | 1892          | Marken von Mosambik mit Aufdruck |                                              |
| Moheli                                    | 1906          | Allegorische Figuren |                                              |
| Natal                                     | 26. Mai 1857  | Krone, Landesname, VR (für Victoria Regina) und Wertangabe im Prägedruck auf farbigem Papier |                                              |
| Neue Republik                             | 9. Jan. 1886  | Ziffernzeichnung mit Datum |                                              |
| Nigeria                                   | 1914          | König Georg V. |                                              |
| Nigerküste                                | Juli 1892     | Marken von Großbritannien mit Aufdruck |                                              |
| Nordnigeria                               | März 1900     | Königin Victoria |                                              |
| Nordrhodesien                             | 1. Apr. 1925  | König Georg V. im Oval über Landschaftsbild; seit 1964 als Sambia unabhängig |                                              |
| Nossi Be                                  | 5. Juni 1889  | Marken der französischen Kolonien mit Aufdruck |                                              |
| Nyassaland                                | Apr. 1891     | zuerst als British Central Africa bezeichnet, Verwendung von Marken der britischen Südafrika-Gesellschaft mit Aufdruck, 1908 in Nyassaland umbenannt; seit 1964 als Malawi unabhängig |                                              |
| Obervolta                                 | Dez. 1920     | Marken von Obersenegal-Niger mit Aufdruck; ehemals Teil von Obersenegal-Niger, 1919 als eigenständiges Postgebiet ausgegliedert, 1984 umbenannt in Burkina Faso |                                              |
| Obock                                     | 1. Feb. 1892  | Marken der französischen Kolonien mit Aufdruck |                                              |
| Oranje-Freistaat                          | 1. Jan. 1868  | Wappen (Orangenbaum) in Rahmenzeichnung |                                              |
| Ostafrikanische Gemeinschaft              | Apr. 1922     | König Georg V.; zunächst aus Kenia und Uganda bestehendes Postgebiet, ab 1935 Kenia, Uganda und Tanganjika, 1964 mit Sansibar, 1965 mit Inschrift Kenya, Uganda & Tansania |                                              |
| Ponta Delgada                             | 1892          | König Carlos I. |                                              |
| Portugiesisch-Afrika                      | 1. Apr. 1898  | Szenen aus der Fahrt Vasco da Gamas nach Indien; gemeinsame Ausgaben für alle portugiesischen Kolonien in Afrika |                                              |
| Portugiesische Niassa-Gesellschaft        | 1898          | Marken von Mosambik mit Aufdruck |                                              |
| Portugiesisch-Guinea                      | 1881          | Krone im Zierrahmen; seit 1974 Guinea-Bissau |                                              |
| Portugiesisch-Kongo                       | 5. Aug. 1894  | Ziffernzeichnung; heute Cabinda |                                              |
| Quelimane                                 | 1914          | Vasco-da-Gama-Ausgabe verschiedener Kolonien mit Aufdruck |                                              |
| Réunion                                   | Jan. 1851     | Zierornamente |                                              |
| Rhodesien und Njassaland                  | 1. Juli 1954  | Königin Elisabeth II. |                                              |
| Río de Oro                                | Dez. 1905     | König Alfons XIII. |                                              |
| Ruanda                                    | 1. Juli 1962  | Präsident Kayibanda neben Afrikakarte |                                              |
| Ruanda-Urundi                             | 1. Dez. 1924  | Marken von Belgisch-Kongo mit Aufdruck |                                              |
| St. Helena                                | Jan. 1856     | Königin Victoria |                                              |
| St. Marie von Madagaskar                  | Apr. 1894     | Allegorische Figuren |                                              |
| São Tomé und Príncipe                     | 1869          | Krone im Zierrahmen |                                              |
| Senegal                                   | 1887          | Marken der französischen Kolonien mit Aufdruck |                                              |
| Senegambia und Niger                      | 1903          | Allegorische Figuren |                                              |
| Seychellen                                | 5. Apr. 1890  | Königin Victoria |                                              |
| Zil Elwannyen Sesel                       | 4. Juli 1980  | Einheimische Tier- und Pflanzenwelt; ehemalige Teil des British Indian Ocean Territory, seit 1976 als Outer Islands wieder zu den Seychellen gehörig |                                              |
| Sierra Leone                              | 21. Sep. 1859 | Königin Victoria |                                              |
| Somalia                                   | 26. Juni 1960 | Marken Italienisch-Somalilands mit Aufdruck |                                              |
| Spanische Besitzungen im Golf von Guinea  | 1909          | König Alfons XIII.; 1960 in Rio Muni und Fernando Poo geteilt und 1968 als Äquatorialguinea vereinigt und unabhängig |                                              |
| Spanisch-Guinea                           | 1902          | König Alfons XIII.; spanisch Guinea continental, ab 1960 Rio Muni |                                              |
| Spanisch-Marokko                          | 22. Juli 1914 | König Alfons XIII. |                                              |
| Spanisch-Sahara                           | 1924          | Eingeborener mit Kamel |                                              |
| Spanisch-Westafrika                       | 10. Okt. 1949 | Eingeborener; gemeinsames Postgebiet von Spanisch-Sahara und Ifni 1949–1952 |                                              |
| Stellaland                                | 1. Feb. 1884  | Wappen | Marke zu 1 Penny                             |
| Sudan                                     | 1. März 1897  | Marken von Ägypten mit Aufdruck | Provisorium von 1897 zu 5 Milliemes          |
| Südafrika                                 | 4. Nov. 1910  | König Georg V. und Wappen der Provinzen |                                              |
| Bophuthatswana                            | 6. Dez. 1977  | Stammestotemtiere; international nicht anerkanntes südafrikanisches Homeland |                                              |
| Ciskei                                    | 4. Dez. 1981  | Präsident L. L. W. Sebe, Staatssymbole; international nicht anerkanntes südafrikanisches Homeland |                                              |
| Transkei                                  | 26. Okt. 1976 | landestypische Szenen und Gebäude; international nicht anerkanntes südafrikanisches Homeland |                                              |
| Venda                                     | 13. Sep. 1979 | Blumen; international nicht anerkanntes südafrikanisches Homeland |                                              |
| Südafrikanische Republik                  | 1869          | Wappenzeichnung, ab 1900 Transvaal |                                              |
| Süd-Kasai                                 | 1961          | Marken Belgisch-Kongos mit Aufdruck |                                              |
| Südnigeria                                | März 1901     | Königin Victoria |                                              |
| Südrhodesien                              | 1. Apr. 1925  | König Georg V.; ab 1965 Rhodesien, seit 1980 als Simbabwe unabhängig |                                              |
| Südsudan                                  | 13. Juli 2011 | Flagge, Wappen und John Garang |                                              |
| Südwestafrika                             | März 1897     | Marken der deutschen Reichspost mit Aufdruck; ab 1885 Kolonie Deutsch-Südwestafrika, 1919–1990 als Mandat unter südafrikanischer Verwaltung, dann als Namibia unabhängig |                                              |
| Swasiland                                 | 18. Okt. 1889 | Marken der Südafrikanischen Republik mit Aufdruck Swazieland |                                              |
| Tanganjika                                | 1915          | Marken von Deutsch-Ostafrika mit Aufdruck |                                              |
| Tansania                                  | 7. Juli 1964  | Landkarte, gekreuzte Hände mit Speer und Fackel |                                              |
| Tete                                      | 1914          | Vasco-da-Gama-Ausgabe verschiedener portugiesischer Kolonien mit Aufdruck |                                              |
| Togo                                      | Juni 1897     | Marken der deutschen Reichspost mit Aufdruck TOGO; 1919 zwischen Großbritannien und Frankreich aufgeteilt, der französische Landesteil wurde 1960 als Togo unabhängig |                                              |
| Tristan da Cunha                          | 1. Juni 1952  | Marken von St. Helena mit Aufdruck |                                              |
| Tschad                                    | 1922          | Marken von Mittelkongo mit Aufdruck TCHAD |                                              |
| Tunesien                                  | 1. Juli 1888  | Wappenzeichnung | Tunesien 1c Wappenzeichnung                  |
| Ubangi-Schari-Tschad                      | 1915          | Marken von Mittelkongo mit Aufdruck |                                              |
| Uganda                                    | 20. März 1895 | Hochrechteck mit den Buchstaben UG und Wertziffer, Schreibmaschinenschrift |                                              |
| Zambezia                                  | 28. Juli 1893 | Ziffernzeichnung |                                              |
| Sansibar                                  | 10. Nov. 1895 | Marken britisch Indiens mit Aufdruck |                                              |
| Zentralafrikanische Republik              | 1. Dez. 1959  | Präsident Barthélemy Boganda und Staatsflagge |                                              |
| Zululand                                  | 1888          | Marken von Natal mit Aufdruck ZULULAND |                                              |

## Amerika

### Nord- und Mittelamerika
| Postgebiet                           | Ausgabedatum  | Motiv und Bemerkungen                                                                                    | Bild                     |
| ------------------------------------ | ------------- | --- | ------------------------ |
| Anguilla                             | 4. Sep. 1967  | Marken von St. Kitts-Nevis mit Aufdruck                                                                  |                          |
| Antigua / Antigua und Barbuda        | Aug. 1862     | Königin Victoria                                                                                         |                          |
| Aruba                                | 1. Jan. 1986  | Karte der Insel, Flagge, Wappen und Nationalhymne                                                        |                          |
| Bahamas                              | 10. Juni 1859 | Königin Victoria im Oval                                                                                 |                          |
| Barbados                             | 15. Apr. 1852 | sitzende Britannia                                                                                       | Barbados Nr. 1           |
| Barbuda                              | 13. Juli 1922 | Marken der Leeward-Inseln mit Aufdruck                                                                   |                          |
| British Columbia und Vancouver-Insel | 1860          | Königin Victoria                                                                                         |                          |
| Britisch Honduras                    | Jan. 1866     | Königin Victoria; seit 1. Juni 1973 als Belize unabhängig                                                |                          |
| Cayes of Belize                      | 30. Mai 1984  | Landschaften und Fauna der Inselwelt von Belize                                                          |                          |
| Bermuda                              | 1848          | runder Handstempel mit handschriftlicher Wertangabe und Namenszug des Postmeisters                       |                          |
| Canada                               | 9. Apr. 1851  | Biber, Königin Victoria, Prinz Albert von Sachsen-Coburg und Gotha                                       | Canada Nr. 1             |
| Costa Rica                           | 1862          | Wappenzeichnung                                                                                          |                          |
| Cuba                                 | 1. Feb. 1873  | König Amadeus I.                                                                                         |                          |
| Curacao                              | 23. Mai 1873  | König Wilhelm III.                                                                                       | Curacao Nr. 3            |
| Dänisch-Westindien                   | 1. Apr. 1856  | Kronenzeichnung                                                                                          |                          |
| Dominica                             | 4. Mai 1874   | Königin Victoria                                                                                         | Dominica Nr. 1           |
| Dominikanische Republik              | 19. Okt. 1865 | Wappen im Linienquadrat                                                                                  | Dom. Rep. Nr. 1 und 2    |
| Grenada                              | Juni 1861     | Königin Victoria                                                                                         |                          |
| Grenadinen von Grenada               | 24. Dez. 1974 | Hochzeit von Prinzessin Anne und Mark Phillips; postalisch eigenständiges Nebengebiet Grenadas           |                          |
| Guadeloupe                           | 23. Feb. 1884 | Marken der französischen Kolonien mit Aufdruck                                                           |                          |
| Guatemala                            | 1. März 1871  | Wappenmuster im Oval                                                                                     |                          |
| Haiti                                | 1. Juli 1881  | Freiheitskopf                                                                                            | Haiti Nr. 1              |
| Hawaii                               | 1. Okt. 1851  | Ziffernzeichnung im Zierrahmen                                                                           | Hawaii Nr. 1             |
| Honduras                             | 1. Jan. 1866  | Wappen von Honduras                                                                                      |                          |
| Jamaika                              | 23. Nov. 1860 | Königin Victoria in verschiedenen Rahmenzeichnungen                                                      | Jamaica Nr. 1            |
| Britische Jungferninseln             | 1866          | Bildnis der Hl. Ursula                                                                                   |                          |
| Kaimaninseln                         | 19. Feb. 1901 | Königin Victoria                                                                                         |                          |
| Karibische Niederlande               | 10. Okt. 2010 | Karten der Inseln und Porträt von Königin Beatrix                                                        |                          |
| Konföderierte Staaten von Amerika    | 16. Okt. 1861 | Porträt von Jefferson Davis                                                                              |                          |
| Leeward-Inseln                       | 20. Nov. 1890 | Königin Victoria                                                                                         |                          |
| Martinique                           | 19. Juli 1886 | Marken der franz. Kolonien mit Aufdruck                                                                  |                          |
| Mexiko                               | 1. Aug. 1856  | Brustbild Miguel Hidalgos                                                                                |                          |
| Montserrat                           | Sep. 1876     | Marken von Antigua mit Aufdruck                                                                          | Montserrat Nr. 2         |
| Neubraunschweig                      | 6. Sep. 1851  | Krone mit heraldischen Blumen                                                                            | Neubraunschweig Nr. 1    |
| Neufundland                          | 1. Jan. 1857  | Krone mit heraldischen Blumen                                                                            | Neufundland Nr. 1        |
| Neuschottland                        | 1851          | Königin Victoria und Krone mit heraldischen Blumen                                                       | Neuschottland Nr. 4      |
| Nevis                                | 1861          | Personen an einer Heilquelle                                                                             |                          |
| Nicaragua                            | 2. Dez. 1862  | Berglandschaft                                                                                           |                          |
| Niederländische Antillen             | 26. Juli 1949 | Schiff, Alonso de Ojeda                                                                                  |                          |
| Panama                               | 1878          | Wappen mit Kondor; bis 1903 Teilstaat bzw. Provinz Kolumbiens                                            | Panama Nr. 4             |
| Panamakanalzone                      | 24. Juni 1906 | Marken Panamas mit Aufdruck                                                                              |                          |
| Prinz-Eduard-Insel                   | 1. Jan. 1861  | Königin Victoria                                                                                         | Priz-Eduard-Inseln Nr. 1 |
| Puerto Rico                          | 15. Juli 1873 | Marken von Kuba mit Aufdruck                                                                             |                          |
| Redonda                              | 10. Jan. 1979 | Marken von Antigua (25. Krönungsjubiläum von Elisabeth II.) mit Aufdruck                                 |                          |
| El Salvador                          | Mai 1867      | Vulkan Izalco und Sterne                                                                                 |                          |
| St. Christopher (St. Kitts)          | 1. Apr. 1870  | Königin Victoria, ab 1903 St. Kitts und Nevis                                                            |                          |
| St. Lucia                            | 18. Dez. 1860 | Königin Victoria                                                                                         | St. Lucia Nr. 3          |
| Saint-Pierre und Miquelon            | 1885          | Marken der franz. Kolonien mit Aufdruck                                                                  |                          |
| St. Vincent                          | 8. Mai 1861   | Königin Victoria                                                                                         |                          |
| Grenadinen von St. Vincent           | 14. Nov. 1973 | Hochzeit von Prinzessin Anne und Mark Phillips; postalisch eigenständiges Nebengebiet von St. Vincent    |                          |
| Sint Maarten                         | 10. Okt. 2010 | Karte der Insel                                                                                          |                          |
| Spanisch-Westindien                  | 24. Apr. 1855 | Königin Isabella II.; gemeinsames Postgebiet von Kuba und Puerto Rico                                    | Span. Antillen Nr. 1     |
| Tobago                               | 1. Aug. 1879  | Königin Victoria                                                                                         | Tobago Nr. 4             |
| Trinidad und Tobago                  | 14. Aug. 1851 | sitzende Britannia                                                                                       | Trinidad Nr. 3           |
| Turks- und Caicosinseln              | 4. Apr. 1867  | Königin Victoria                                                                                         | Nr. 1                    |
| Vereinigte Staaten von Amerika       | 1. Juli 1847  | Benjamin Franklin und George Washington; bereits seit 15. Juli 1845 lokale Postmeistermarken in New York |                          |
| Vereinte Nationen                    | 24. Okt. 1951 | Darstellungen und Symbole der UNO; nur gültig im UN-Hauptquartier in New York                            | Nr. 1                    |

### Südamerika
| Postgebiet                                   | Ausgabedatum  | Motiv und Bemerkungen | Bild |
| -------------------------------------------- | ------------- | --- | ---- |
| Antioquia                                    | 1868          | Wappen Kolumbiens; Teilstaat der Vereinigten Staaten von Kolumbien mit eigener Inlandspost                                                                    |      |
| Argentinien                                  | 1. Mai 1858   | Wappen in Mäanderrahmen |      |
| Bolivar                                      | 1863          | Wappenzeichnung; Teilstaat der Vereinigten Staaten von Kolumbien mit eigener Inlandspost                                                                      |      |
| Bolivien                                     | Apr. 1867     | Kondor im Oval |      |
| Boyaca                                       | 1899          | Porträt von Diego Mendoza Péres (1857–1933); Teilstaat der Vereinigten Staaten von Kolumbien mit eigener Inlandspost                                          |      |
| Brasilien                                    | 1. Juli 1843  | Wertziffernzeichnung „Ochsenaugen“ |      |
| Buenos Aires                                 | 29. Apr. 1858 | Dampfschiff; Freistaat innerhalb Argentiniens |      |
| Chile                                        | 1. Juli 1853  | Büste von Christoph Kolumbus |      |
| Córdoba                                      | 28. Okt. 1858 | Wappen von Córdoba; Teilstaat der Argentinischen Föderation                                                                                                   |      |
| Corrientes                                   | 21. Aug. 1856 | Cereskopf; Teilstaat der Argentinischen Föderation |      |
| Cundinamarca                                 | 1870          | Wappen mit Kondor; Teilstaat der Vereinigten Staaten von Kolumbien mit eigener Inlandspost                                                                    |      |
| Ecuador                                      | 1. Jan. 1865  | Wappen im Mäanderrahmen |      |
| Falklandinseln                               | 19. Juni 1878 | Königin Victoria |      |
| Französisch-Guyana                           | 1886          | allegorische Darstellung der französischen Kolonien mit Aufdruck                                                                                              |      |
| Guyana                                       | 1. Juli 1850  | Kreis mit Namen der Kolonie und des Postbeamten |      |
| Inini                                        | 7. Apr. 1932  | Marken von Franz. Guyana mit Aufdruck „Territoire de l’Inini“                                                                                                 |      |
| Kolumbien                                    | 1859          | Wappen der Granadischen Konföderation im Perlkreis |      |
| Paraguay                                     | 1. Aug. 1870  | Landeswappen mit Löwe |      |
| Peru                                         | 1. Aug. 1857  | privat hergestellte Marken der Pacific Steam Navigation Company mit den Dampfschiffen „Peru“ und „Chile“, die als Staatspostmarken verausgabt wurden          |      |
| Südgeorgien und die Südlichen Sandwichinseln | 3. Apr. 1944  | Marken der Falklandinseln (landestypische Szenen) mit Aufdruck; bis 1985 Nebengebiet der Falklandinseln, seitdem eigenständiges britisches Überseeterritorium |      |
| Santander                                    | 1884          | Wappen und Kondor im Kreis; Teilstaat der Vereinigten Staaten von Kolumbien mit eigener Inlandspost                                                           |      |
| Suriname                                     | Okt. 1873     | König Wilhelm III. |      |
| Tolima                                       | 1870          | vierzeiliger Schriftsatz; Teilstaat der Vereinigten Staaten von Kolumbien mit eigener Inlandspost                                                             |      |
| Uruguay                                      | 1. Okt. 1856  | Sonnenkopf mit 105 Strahlen |      |
| Venezuela                                    | 1. Jan. 1859  | Wappenzeichnung |      |

## Asien
| Postgebiet                        | Ausgabedatum  | Motiv und Bemerkungen | Bild                                                |  |
| --------------------------------- | ------------- | --- | --------------------------------------------------- |  |
| Abu Dhabi                         | 30. März 1964 | Scheich Shakhbut bin Sultan und landestypische Szenen |                                                     |  |
| Aden                              | 1. Apr. 1937  | Dhau | ½-Anna-Wert der ersten Serie von Aden               |  |
| Qu'aiti                           | Juli 1942     | Gebäude und Porträt des Sultans von Shrir und Mukalla; Staat gehörte zum britischen Protektorat von Südarabien                                                                             |                                                     |  |
| Kathiri                           | Juli 1942     | Gebäude und Porträt des Sultans von Seiyum; Staat gehörte zum britischen Protektorat von Südarabien                                                                                        |                                                     |  |
| Mahra                             | 12. März 1967 | Flagge vor Meeresküste; Staat gehörte zum britischen Protektorat von Südarabien |                                                     |  |
| Upper Yafa                        | 30. Sep. 1967 | Flagge und Landeswappen; Staat gehörte zum britischen Protektorat von Südarabien |                                                     |  |
| Adschman                          | 20. Juni 1964 | Tiere und Porträt von Scheich Raschid bin Humaid al-Na'imi |                                                     |  |
| Manama (Adschman)                 | 5. Juni 1966  | Marken Adschmans mit Aufdruck; Exklave Adschmans |                                                     |  |
| Afghanistan                       | 1871          | Tigerkopf, darüber Wertangabe |                                                     |  |
| Alawiten-Gebiet                   | 1925          | französische Marken mit Aufdruck |                                                     |  |
| Alexandrette                      | 16. Apr. 1938 | syrische Marken mit Aufdruck |                                                     |  |
| Annam und Tonkin                  | 21. Jan. 1888 | Marken der franz. Kolonien mit Aufdruck A & T |                                                     |  |
| Bahrain                           | 10. Aug. 1933 | Marken der britisch-indischen Post mit Aufdruck |                                                     |  |
| Bangladesch                       | 29. Juli 1971 | Serie mit verschiedenen Motiven zur Unabhängigkeit |                                                     |  |
| Bhutan                            | 1955          | zwei gekreuzte Donnerkeile |                                                     |  |
| Birma                             | 1. Apr. 1937  | Marken britisch Indiens mit Aufdruck BURMA; ab 1990 umbenannt in Myanmar |                                                     |  |
| Brunei                            | 15. Okt. 1906 | Marken von Labuan mit Aufdruck | Höchstwert der ersten Serie von 1906                |  |
| Ceylon                            | 1. Apr. 1857  | Königin Victoria; ab Mai 1972 umbenannt in Sri Lanka | Marke zu 6 Pence aus der ersten Serie von 1857      |  |
| China                             | Aug. 1878     | Drachen | China Nr. 1                                         |  |
| Republik China (Taiwan)           | 4. Nov. 1949  | Marken der japanischen Besetzung von Taiwan mit Aufdruck |                                                     |  |
| Volksrepublik China               | 8. Okt. 1949  | Laterne über dem Tor des Himmlischen Friedens |                                                     |  |
| Cochinchina                       | 16. Mai 1886  | Marken der franz. Kolonien mit Aufdruck C.CH. |                                                     |  |
| Dubai                             | 15. Juni 1963 | einheimische Tiere und Porträt von Scheich Rashid ben Said al Maktum |                                                     |  |
| Französisch-Indien                | Nov. 1892     | Kolonial-Allegorie |                                                     |  |
| Französisch-Indochina             | 8. Jan. 1889  | Marken der franz. Kolonien mit Aufdruck |                                                     |  |
| Fujeira                           | 22. Sep. 1964 | einheimische Tiere und Porträt von Scheich Mohammed bin Hamad as Sharki |                                                     |  |
| Hatay                             | 1939          | türkische Marken mit Aufdruck DEVLETI HATAY und neuer Wertangabe |                                                     |  |
| Hedschas                          | 20. Aug. 1916 | verschiedene Ornamentszeichnungen | Hedschas Nr. 1                                      |  |
| Hongkong                          | 8. Dez. 1862  | Königin Victoria | Höchstwert der ersten Briefmarkenserie für Hongkong |  |
| Indien                            | 1. Juli 1852  | Wappen der East India Company und Inschrift Scinde District Dawk (nur für den Scinde-Distrikt), ab 1. Okt. 1854 Marken für ganz Britisch-Indien                                            | rote Marke zu ½ Anna                                |  |
| Indonesien                        | 8. Dez. 1948  | Ausgabe von Niederländisch-Indien mit Aufdruck INDONESIA; bereits ab 1945 lokale Vorläufer, darunter lokale Drucke und Aufdrucke auf Marken der japanischen Besatzungspost                 |                                                     |  |
| Irak                              | 1. Sep. 1918  | türkische Marken mit Aufdruck; die erste Ausgabe erfolgte durch die britische Besatzungsmacht, allerdings gab es bereits 1917 eine lokale britische Besatzungsausgabe für die Stadt Bagdad |                                                     |  |
| Iran                              | 1868          | Wappenzeichnung |                                                     |  |
| Israel                            | 16. Mai 1948  | antike Münzen |                                                     |  |
| Japan                             | 20. Apr. 1871 | heraldische Drachen im Mäanderrahmen | Japan Nr. 1                                         |  |
| Nordjemen                         | 1926          | gekreuzte Schwerter und Inschriften; bis 1962 Königreich, danach Arabische Republik Jemen (Ausgaben der monarchistischen Bürgerkriegspartei noch bis 1970)                                 |                                                     |  |
| Jemen                             | 15. Juni 1990 | Pfadfinder; Ausgaben des vereinigten Jemen |                                                     |  |
| Jordanien                         | Nov. 1920     | Marken von Palästina mit Aufdruck |                                                     |  |
| Kambodscha                        | 3. Nov. 1951  | Porträt von König Norodom Sihanouk |                                                     |  |
| Kasachstan                        | 17. März 1992 | Marken der UdSSR mit Aufdruck |                                                     |  |
| Kirgisistan                       | 4. Feb. 1992  | Jagdfasan und Naturschutzgebiet Sary-Tschelek |                                                     |  |
| Korea                             | 18. Nov. 1884 | Yin und Yang im Schriftrahmen |                                                     |  |
| Volksrepublik Korea               | 12. März 1946 | Rose von Charon |                                                     |  |
| Südkorea                          | 1. Feb. 1946  | japanische Marken mit Aufdruck |                                                     |  |
| Kuwait                            | 1. Apr. 1923  | Marken der britisch-indischen Post mit Aufdruck |                                                     |  |
| Labuan                            | Mai 1879      | Königin Victoria |                                                     |  |
| Laos                              | 13. Nov. 1951 | Ansichten, Porträt von König Sisavang Vong |                                                     |  |
| Latakia                           | 1931          | Marken der syrischen Post mit Aufdruck |                                                     |  |
| Libanon                           | 21. Jan. 1924 | Marken der französischen Post mit Aufdruck für das Mandatsgebiet Großlibanon |                                                     |  |
| Macau                             | 1. März 1884  | Krone |                                                     |  |
| Malaiischer Staatenbund           | 1900          | Marken von Negri Sembilan mit Aufdruck |                                                     |  |
| Johore                            | Juli 1876     | Marken der Straits Settlements mit Aufdruck |                                                     |  |
| Kedah                             | Juli 1912     | landestypische Darstellungen |                                                     |  |
| Kelantan                          | 1911          | Wappenzeichnung |                                                     |  |
| Malakka                           | 1. Dez. 1948  | britisches Königspaar |                                                     |  |
| Negri Sembilan                    | Aug. 1891     | Königin Victoria mit Aufdruck des Landesnamens |                                                     |  |
| Pahang                            | 1889          | Königin Victoria mit Aufdruck des Landesnamens |                                                     |  |
| Penang                            | 1. Dez. 1948  | britisches Königspaar |                                                     |  |
| Perak                             | 1878          | Marken der Straits Settlements mit Aufdruck |                                                     |  |
| Perlis                            | 1. Dez. 1948  | britisches Königspaar |                                                     |  |
| Sabah                             | 1. Juli 1964  | Marken von Nord-Borneo mit Aufdruck SABAH |                                                     |  |
| Sarawak                           | 1. März 1869  | Sir James Brooke | Sarawak Nr. 1                                       |  |
| Selangor                          | 1878          | Marken der Straits Settlements mit Aufdruck |                                                     |  |
| Sungei Ujong                      | 1878          | Marken der Straits Settlements mit Aufdruck |                                                     |  |
| Trengganu                         | 1910          | Brustbild des Sultans |                                                     |  |
| Malaiischer Bund                  | 5. Mai 1957   | Kautschukbäume, Wappen, Zinnbagger, Karte |                                                     |  |
| Malaysia                          | 16. Sep. 1963 | Karte des Staates |                                                     |  |
| Malediven                         | 19. Sep. 1906 | Marken von Ceylon mit Aufdruck |                                                     |  |
| Mandschukuo                       | 26. Juli 1932 | Pagode La Ma Ta bei Liaoyang und Präsident Pu Yi |                                                     |  |
| Mongolei                          | 1. Juli 1924  | lamaistisch-buddhistisches Symbol (Zepter) |                                                     |  |
| Nedschd                           | 1. Juli 1925  | Marken der türkischen Post mit Aufdruck |                                                     |  |
| Nepal                             | 1881          | Emblem des Gottes Shri Pashupati |                                                     |  |
| Niederländisch-Indien             | 1. Apr. 1864  | König Wilhelm III. | Niederld. Indien Nr. 1                              |  |
| Nordborneo                        | 1883          | Wappenzeichnung |                                                     |  |
| Oman                              | 20. Nov. 1944 | Marken der britisch-indischen Post mit arabischem Aufdruck |                                                     |  |
| Pakistan                          | 1. Okt. 1947  | Marken britisch Indiens mit Aufdruck |                                                     |  |
| Palästina                         | 10. Feb. 1918 | Inschrift E.E.F. (Egyptian Expedition Forces) |                                                     |  |
| Palästinensische Autonomiegebiete | 15. Aug. 1994 | Nationalflaggen |                                                     |  |
| Philippinen                       | 1. Feb. 1854  | Königin Isabella II. |                                                     |  |
| Portugiesisch-Indien              | 1. Okt. 1871  | Ziffernzeichnung im Oval |                                                     |  |
| Katar                             | 1. Apr. 1957  | Marken der britischen Post mit Aufdruck |                                                     |  |
| Ras Al-Khaimah                    | 21. Dez. 1964 | Scheich Sakr bin Mohammed al-Kasimi, Dhau, Palmenhain |                                                     |  |
| Riu-Kiu-Inseln                    | 1. Juli 1948  | Landestypische Szenen |                                                     |  |
| Saudi-Arabien                     | 1. Jan. 1934  | Tughra von König Abdul-Asis III. |                                                     |  |
| Schardscha                        | 10. Juli 1963 | Landkarte mit kleinem Porträt von Scheich Saqr bin Sultan al-Qasimi |                                                     |  |
| Khor Fakkan                       | 20. März 1965 | Marken von Schardscha mit Aufdruck; Exklave von Sharjah |                                                     |  |
| Singapur                          | 1. Sep. 1948  | König Georg VI. |                                                     |  |
| Straits Settlements               | 1. Sep. 1867  | Königin Victoria |                                                     |  |
| Südarabische Föderation           | 25. Nov. 1963 | Gedenkausgabe für das Rote Kreuz |                                                     |  |
| Südjemen                          | Feb. 1968     | Marken der Südarabischen Föderation mit Aufdruck |                                                     |  |
| Syrien                            | 1920          | Marken der türkischen Post mit Aufdruck; die Ausgaben der Vereinigten Arabischen Republik (1958–1961) werden vom Michel-Katalog als separates Sammelgebiet notiert                         |                                                     |  |
| Tadschikistan                     | 20. Mai 1992  | Reiter bei der Wildschweinjagd |                                                     |  |
| Tannu-Tuwa                        | Okt. 1926     | „Rad der Ewigkeit“ |                                                     |  |
| Thailand                          | 4. Aug. 1883  | König Chulalongkorn |                                                     |  |
| Tibet                             | 1912          | Heraldischer Löwe |                                                     |  |
| Timor                             | 1884          | Marken von Macao mit Aufdruck, seit 2002 als Osttimor unabhängig |                                                     |  |
| Trucial States                    | 7. Jan. 1961  | Palmenhain und Dhau |                                                     |  |
| Turkmenistan                      | 26. Apr. 1992 | Dagdan-Brustschmuck |                                                     |  |
| Umm al-Qaiwain                    | 29. Juni 1964 | einheimische Tier und Porträt von Scheich Ahmad bin Raschid al-Mu'alla |                                                     |  |
| Usbekistan                        | 7. Mai 1992   | Prinzessin Nadira (1792–1842) |                                                     |  |
| Vereinigte Arabische Emirate      | 1. Jan. 1973  | Landkarte, Staatswappen, Sehenswürdigkeiten und Bild des ersten Staatsoberhauptes Scheich Said bin Sultan al-Nahayan                                                                       | Michel-Nr. 1                                        |  |
| Vietnam                           | 1945          | Marken von franz. Indochina mit Aufdruck |                                                     |  |

## Australien und Ozeanien
| Postgebiet                 | Ausgabedatum  | Motiv und Bemerkungen                                                                                  | Bild |
| -------------------------- | ------------- | --- | ---- |
| Aitutaki                   | 29. Juni 1903 | Marken Neuseelands (Landschaften) mit Aufdruck                                                         |      |
| Australien                 | 1902          | Ziffernzeichnung. Die ersten Marken Australiens waren Portomarken, Freimarken erschienen erst ab 1912. |      |
| Cook-Inseln                | 7. Mai 1892   | Hochrechteck mit sieben Sternen und Inschrift                                                          |      |
| Fidschi-Inseln             | 3. Dez. 1871  | Krone und Initialen CR (Cakobau Rex)                                                                   |      |
| Französisch-Ozeanien       | Nov. 1892     | Kolonial-Allegorie; seit 1957 umbenannt in Französisch-Polynesien                                      |      |
| Gilbert- und Ellice-Inseln | 1. Jan. 1911  | Marken der Fidschi-Inseln mit Aufdruck                                                                 |      |
| Guam                       | 1899          | Marken der USA mit Aufdruck GUAM                                                                       |      |
| Kiribati                   | 12. Juli 1979 | landestypische Szenen                                                                                  |      |
| Kokosinseln                | 11. Juni 1963 | landestypische Szenen                                                                                  |      |
| Marianen                   | Sep. 1899     | Marken der spanischen Kolonie Philippinen mit Aufdruck                                                 |      |
| Marshallinseln             | 2. Mai 1984   | Fischereidarstellungen; bereits von 1897 bis 1919 Briefmarken der deutschen Kolonie Marshall-Inseln    |      |
| Mikronesien                | 12. Juli 1984 | bereits von 1899 bis 1919 Briefmarken der deutschen Kolonie Karolinen                                  |      |
| Nauru                      | Okt. 1916     | Marken von Großbritannien mit Aufdruck NAURU                                                           |      |
| Neue Hebriden              | 1908          | Britische Marken mit Aufdruck; seit 1980 als Vanuatu unabhängig                                        |      |
| Neuguinea                  | 1915          | Marken von Australien mit Aufdruck                                                                     |      |
| Neukaledonien              | 1. Jan. 1860  | Kaiser Napoleon III.                                                                                   |      |
| Neuseeland                 | 18. Juli 1855 | Königin Victoria                                                                                       |      |
| Neusüdwales                | 1. Jan. 1850  | Kolonialsiegel von Sydney                                                                              |      |
| Niederländisch-Neuguinea   | 1. Jan. 1950  | Ziffernzeichnung                                                                                       |      |
| Niuafoʻou-Insel            | 11. Mai 1983  | de Havilland Canada DHC-6 über der Insel                                                               |      |
| Niue                       | 1902          | Marken von Neuseeland mit Aufdruck                                                                     |      |
| Norfolk-Insel              | 10. Juni 1947 | Ball-Bucht                                                                                             |      |
| Palau                      | 10. März 1983 | Auszüge der Verfassung, Darstellungen von Fischerei und Jagd                                           |      |
| Papua                      | 1901          | traditionelles Auslegerboot (Lagatoi)                                                                  |      |
| Papua-Neuguinea            | 30. Okt. 1952 | Eingeborene und Landschaftsszenen                                                                      |      |
| Penrhyn                    | 1902          | Marken von Neuseeland mit Aufdruck                                                                     |      |
| Pitcairn                   | 15. Okt. 1940 | Szenen aus der Geschichte der Meuterei auf der Bounty                                                  |      |
| Queensland                 | 1. Nov. 1860  | Königin Victoria                                                                                       |      |
| Rarotonga                  | 1919          | Marken von Neuseeland mit Aufdruck                                                                     |      |
| Salomon-Inseln             | 14. Feb. 1907 | Landschaftsszenen                                                                                      |      |
| Samoa                      | 1877          | Ornamente und Schriftzeichnung; Privatpost für den Interinsularen Postdienst                           |      |
| Südaustralien              | 1. Jan. 1855  | Königin Victoria                                                                                       |      |
| Tahiti                     | 9. Juni 1882  | Marken der französischen Kolonien mit Aufdruck                                                         |      |
| Tasmanien                  | 1. Nov. 1853  | (Tasmanien wurde bis Ende 1855 Van Diemen’s Land genannt) Königin Victoria                             |      |
| Tokelau-Inseln             | 22. Juni 1948 | landestypische Szenen und Karten der Inseln                                                            |      |
| Tonga                      | 27. Aug. 1886 | König George Tupou I.                                                                                  |      |
| Tuvalu                     | 1. Jan. 1976  | Marken der Gilbert- und Ellice-Inseln mit Aufdruck                                                     |      |
| Victoria                   | 3. Jan. 1850  | Kniebild Königin Victorias                                                                             |      |
| Wallis und Futuna          | 1920          | Marken von Neukaledonien mit Aufdruck                                                                  |      |
| Weihnachtsinsel            | 15. Okt. 1958 | Königin Elisabeth II.                                                                                  |      |
| Westaustralien             | 1. Aug. 1854  | Schwarzschwan in verschiedenen Rahmenzeichnungen                                                       |      |

## Antarktis
| Postgebiet                             | Ausgabedatum  | Motiv und Bemerkungen | Bild |
| -------------------------------------- | ------------- | --- | ---- |
| Süd-Shetland-Inseln                    | 5. Feb. 1944  | Marken der Falklandinseln mit Aufdruck, ausgegeben im Rahmen der Operation Tabarin; bis 1961 wurde das Gebiet als Nebengebiet der Falklandinseln verwaltet, danach zum Britischen Antarktisterritorium |      |
| Grahamland                             | 12. Feb. 1944 | Marken der Falklandinseln mit Aufdruck, ausgegeben im Rahmen der Operation Tabarin; bis 1961 wurde das Gebiet als Nebengebiet der Falklandinseln verwaltet, danach zum Britischen Antarktisterritorium |      |
| Süd-Orkney-Inseln                      | 21. Feb. 1944 | Marken der Falklandinseln mit Aufdruck, ausgegeben im Rahmen der Operation Tabarin; bis 1961 wurde das Gebiet als Nebengebiet der Falklandinseln verwaltet, danach zum Britischen Antarktisterritorium |      |
| Französische Süd- und Antarktisgebiete | 17. Okt. 1955 | Marke von Madagaskar mit Aufdruck; gültig in Adelieland und subantarktischen Gebieten außerhalb der Geltung des Antarktisvertragswerks |      |
| Ross-Gebiet                            | 11. Jan. 1957 | HMS Erebus, Shackleton und Scott, Karte vom Ross-Gebiet und Neuseeland, Königin Elisabeth II. Bereits 1908 gab Neuseeland für die Nimrod-Expedition eine Marke mit Aufdruck King Edward VII Land heraus, die aber in Victorialand gebraucht wurde. Für die Terra-Nova-Expedition gab Neuseeland zwei Marken mit Aufdruck VICTORIALAND heraus. |      |
| Australisches Antarktis-Territorium    | 27. März 1957 | Hissung der australischen Flagge durch Peter Shaw (Meteorologe), Phillip G. Law (Außenministerium), Arthur Gwynn (Ornithologe), Karte der Antarktis |      |
| Britisches Antarktisterritorium        | 1. Feb. 1963  | Expeditionslogistik, Schiffe, Schlitten; von 1946 bis 1962 galten Marken des Falkland Island Dependencies |      |